# Anne-Marie Deschodt
Pour les articles homonymes, voir Deschodt.
Anne-Marie Deschodt, parfois créditée Anne-Marie Descott, est une actrice et traductrice française, née le 18 août 1938 dans le 16e arrondissement de Paris et morte le 21 septembre 2014 à Castelnau-le-Lez.

## Biographie
Elle est la sœur d'Éric Deschodt.
Elle est, de 1965 à 1967, l'épouse de Louis Malle, puis, à partir des années 1980, celle de Guy de Rougemont. Installée avec lui à Marsillargues, elle y meurt en septembre 2014.

## Filmographie

### Cinéma
- 1969 : La Pince à ongles (court métrage) de Jean-Claude Carrière : Marie-Claude
- 1973 : Le Charme discret de la bourgeoisie de Luis Buñuel
- 1973 : Traitement de choc de Alain Jessua : Henriette Lussac
- 1974 : Le Fantôme de la liberté de Luis Buñuel : Édith Rosenblum
- 1974 : La Jeune Fille assassinée de Roger Vadim : Éliane
- 1976 : Jamais plus toujours de Yannick Bellon : l'inconnue
- 1976 : Une femme fidèle de Roger Vadim :  La duchesse de Volnay
- 1977 : Le Convoi de la peur (Sorcerer) de William Friedkin : Blanche
- 1978 : La Jument vapeur de Joyce Buñuel
- 1978 : Utopia de Iradj Azimi : Catherine

### Télévision
- 1976 : Les Cinq Dernières Minutes (série télévisée), épisode Le Pied à l'étrier de Claude Loursais : Barbara
- 1978 : Cinéma 16 (série télévisée), épisode La Femme rompue de Josée Dayan : Noëllie Guérard
- 1981 : La Double Vie de Théophraste Longuet (mini-série télévisée) de Yannick Andréi : L'assistante d'Eliphas

## Publications
- 1978 : Les Belles Années, coécrit avec Anne-Marie Cazalis, Mercure de France (roman)
- 1979 : Mariano Fortuny : un magicien de Venise, éditions du Regard

### Traductions
- Cartier[Quoi ?][réf. nécessaire]